# Morcourt
|  | Per a altres significats, vegeu «Morcourt (Somme)». |

Morcourt és un municipi francès al departament de l'Aisne, dels Alts de França. Forma part de la Communauté d'agglomération de Saint-Quentin.

## Administració
Des del 2001, l'alcalde és Jean-Jacques Licette.

## Demografia
- 1962: 429 habitants.
- 1975: 586 habitants.
- 1990: 580 habitants.
- 1999: 578 habitants.
- 2007: 589 habitants.
- 2008: 590 habitants.[1]

## Personalitat lligades al municipi
- Louis Brassar-Mariage (1875-1933), arquitecte que va construir l'església.

## Turisme
Morcourt va guanyar tres flors al Concurs de ciutats i pobles florits del 2007.